# Bonner Mosquera
Pour les articles homonymes, voir Mosquera.
Bonner Mosquera, né le 2 décembre 1970 à Condoto (Colombie), est un footballeur colombien, qui évoluait au poste de milieu défensif au Millonarios et au Defensor Sporting, ainsi qu'en équipe de Colombie.
Mosquera ne marque aucun but lors de ses huit sélections avec l'équipe de Colombie entre 1995 et 2000. Il participe à la Copa América en 1995 avec la Colombie.

## Carrière
- 1992-2000 :  Millonarios
- 2001 :  Defensor Sporting
- 2002-2006 :  Millonarios[1]

## Palmarès

### En équipe nationale
- 8 sélections et 0 but avec l'équipe de Colombie entre 1995 et 2000
- Troisième de la Copa América 1995